# خوان خيمينيز
خوان خيمينيز (بالإسبانية: Juan Giménez López)‏ هو كاتب سيناريو ورسام أرجنتيني، ولد في 16 نوفمبر 1943 في مندوزا في الأرجنتين.

## وصلات خارجية
- الموقع الرسمي
- خوان خيمينيز على موقع IMDb (الإنجليزية)